# Maniho centralis
Maniho centralis är en spindelart som beskrevs av Forster och Wilton 1973. Maniho centralis ingår i släktet Maniho och familjen Amphinectidae. Inga underarter finns listade i Catalogue of Life.